# Стоктон (Њу Џерзи)
Стоктон (енгл. Stockton) град је у америчкој савезној држави Њу Џерзи.

## Демографија
По попису из 2010. године број становника је 538, што је 22 (-3,9%) становника мање него 2000. године.
| Група             | 2000.       | 2010.       |
| Белци             | 551 (98,4%) | 527 (98,0%) |
| Афроамериканци    | 0 (0,0%)    | 0 (0,0%)    |
| Азијати           | 5 (0,9%)    | 5 (0,9%)    |
| Хиспаноамериканци | 3 (0,5%)    | 3 (0,6%)    |
| Укупно            | 560         | 538         |